# Département de General Alvear (Mendoza)
Pour les articles homonymes, voir General Alvear.
Le département de General Alvear est une des 20 subdivisions de la province de Mendoza, en Argentine. Son chef-lieu est la ville de General Alvear.

## Situation
Le département a une superficie de 14 448 km2, soit près de la moitié de la Belgique. Le département comptait 44 147 habitants en 2001.
Il est limité au nord par le département de San Rafael, à l'ouest par celui de Malargüe. À l'est il jouxte la province de San Luis et au sud celle de La Pampa.

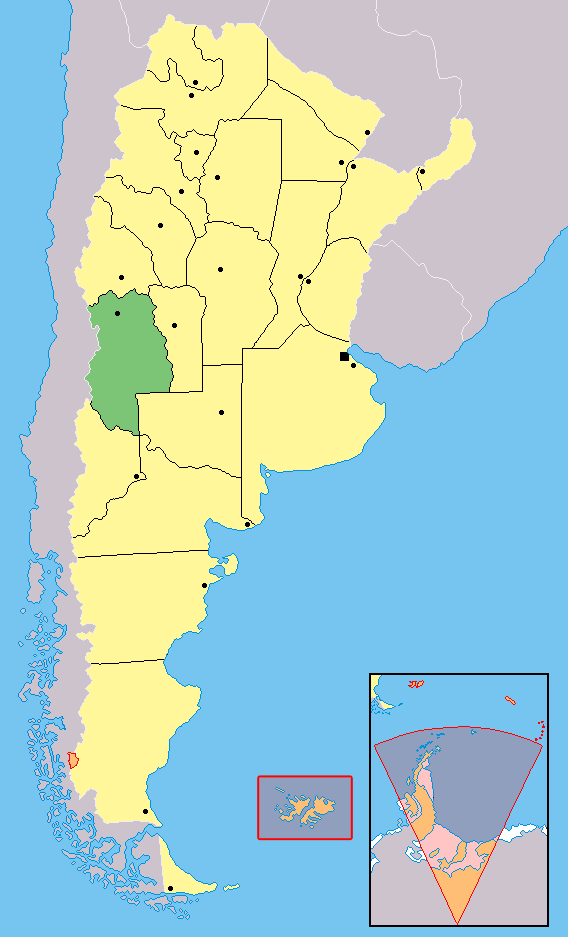
Localisation de la provincede Mendoza en Argentine

## Climat
Le climat est tempéré semi-aride avec tendance à la fraicheur. Les précipitations moyennes annuelles sont de 330 mm, ce qui équivaut à un peu plus de la moitié de celles qui arrosent une ville comme Paris. Enfin la moyenne des jours de temps clair sans nuages est de 166 par an.
- Caractéristiques écologiques : oasis d'irrigation et steppe sèche.
- Climat : tempéré sec, de zone aride.
- Température moyenne annuelle : 16,8 °C.
- Altitude moyenne : 465 m.

## Villes et localités
- Bowen
- Carmensa
- General Alvear, chef-lieu

## Économie
La richesse économique principale du département est l'agriculture.
Ces derniers temps l'élevage se développe avec succès, malgré un climat relativement sec voire aride.
Il y a trente mille hectares irrigués dans le département soit 300 km2, grâce aux eaux du Río Atuel. Ceci joue un rôle important dans le développement de toutes les branches de l'agriculture du sud de la province de Mendoza, y compris l'élevage.
Il faut souligner la bonne situation géographique du département à l'intersection des routes nationales 188 et 143, qui permettent d'accéder facilement à différents points du pays et aussi aux marchés internationaux membres du Mercosur, en particulier le Brésil.

## Tourisme
Annuellement, se déroule dans la capitale la fête de l'élevage des zones arides (Fiesta de la Ganaderia de las zonas aridas). Lors de cette fête on expose et on vend les animaux qui se sont développés dans cette zone.

## Enseignement
Un des principaux centres éducatifs pour adolescents de la province est situé dans le département, La Escuela de Agricultura ou école d'agriculture. Cet établissement appartient à l'université nationale de Cuyo, qui a fêté le 19 avril 2006 son 52e anniversaire, au service de l'éducation dans la province. Cette école fournit chaque année de très bons professionnels en vini-viticulture.